# خانه مؤتمن الاطباء
منزل مؤتمن الاطباء عمارتی تاریخی در تهران و مربوط به دوره قاجار است که متعلق به «میرزا زین‌العابدین خان دنبلی ضرابی» ملقب به موتمن الاطباء پزشک ناصرالدّین شاه بوده است. این اثر در تاریخ ۲۵ اسفند ۱۳۷۹ با شمارهٔ ثبت ۳۱۰۴ به‌عنوان یکی از آثار ملی ایران به ثبت رسیده است و در خیابان پامنار، کوچه نوری زاده واقع شده است.  این عمارت لوکیشن دو سریال معروف شهرزاد و شبکه مخفی زنان بوده است.

## تاریخچه
میرزا زین‌العابدین خان ضرابی ملقب به مؤتمن الاطباء از خاندان ضرابی کاشان (فرزند میرزا محمدخان ضرابی و نواده میرزا احمدخان (ملقب به صبور)،  نخستین فارغ التحصیل دارالفنون و شاگرد دکتر تولوزان فرانسوی بوده و از پزشکان نامی ایران در دوران قاجار به‌شمار میرود. مطب وی یکی از مکاتب اربعه و چهارگانه پزشکی بود.  موتمن الاطباء از بزرگ‌ترین جراحان زمان خود بود و از تخصص و مهارت بالای وی در بیرون آوردن سنگ از مثانه در کتب و مقاله های متعددی سخن به میان آمده است. این خانه در سال ۱۳۸۳ توسط آقای موسوی از بازماندگان موتمن الاطباء خریداری و تبدیل به محلی برای ساخت فیلم و سریال شد که تا به حال لوکیشن چندین فیلم و سریال از جمله خانه پدری و شهرزاد بوده و در نوروز سال ۱۳۹۸ نیز درب های آن برای بازدید عموم گشایش پیدا کرد.

## ویژگی‌های عمارت
خانه مؤتمن‌الاطبا یا عمارت ضرابی تهران که از نخستین خانه‌های چند طبقه در تهران است، از عمارت‌های تاریخی تهران بشمار میرود، و نقشه‌ آن در سال ۱۲۷۰ شمسی توسط مهندس عبدالغفار تهیه شده است.